# Eurovisiesongfestival 2010
Het Eurovisiesongfestival 2010 was de 55ste editie van de liedjeswedstrijd. Deze editie van het Eurovisiesongfestival werd georganiseerd door Noorwegen, de winnaar van het Eurovisiesongfestival 2009. Het songfestival werd gewonnen door Lena Meyer-Landrut uit Duitsland met het Engelstalige lied Satellite met 246 punten.
Het was de derde keer dat Noorwegen het Eurovisiesongfestival organiseerde, na 1986 en 1996. Duitsland won het festival voor de tweede maal, na 1982. Het was de eerste keer sinds de hereniging van Duitsland dat men het festival kon winnen, en tevens de eerste keer dat een land van de Grote Vier het Eurovisiesongfestival kon winnen, sinds in 2000 de regel werd ingevoerd dat deze landen automatisch mogen deelnemen aan de finale van het festival.

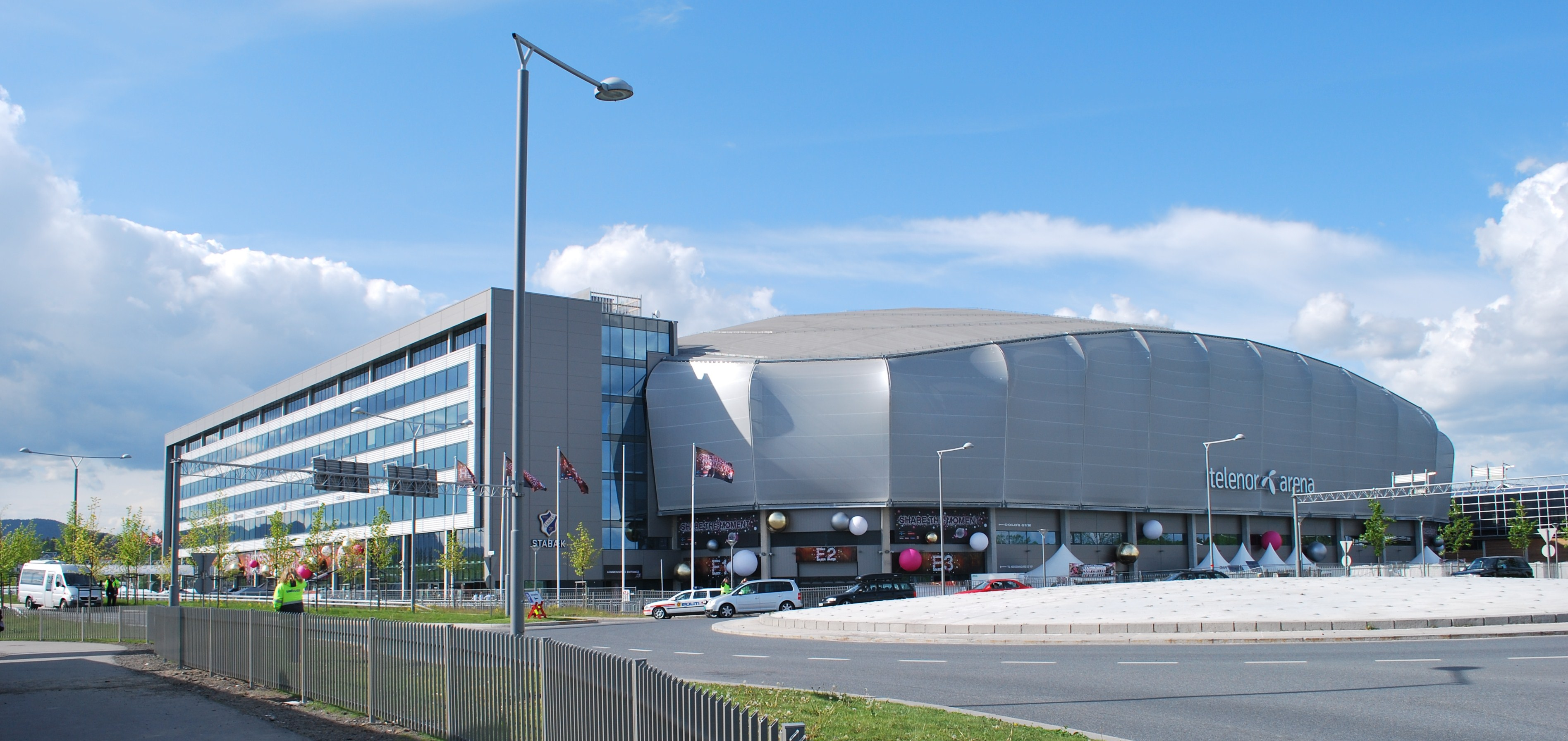
De Telenor Arena daags voor de eerste halve finale.

De twee halve finales vonden plaats op 25 en 27 mei, de finale op 29 mei 2010. Oorspronkelijk zou het evenement een week eerder plaatsvinden, maar dan zou het samenvallen met de finale van de UEFA Champions League. De Noorse omroep NRK maakte daarop bekend het evenement een week te verschuiven, zodat beide evenementen niet op dezelfde dag zouden vallen. Aanvankelijk was er een budget van 150 miljoen Noorse kronen (of zo'n 17 miljoen euro) ter beschikking gesteld voor de organisatie van het evenement. Dit bedrag werd bevestigd door Trond Giske, Noors minister voor Cultuur, en Hans-Tore Bjerkaas, directeur van Norsk Rikskringkasting. Dit budget was ruim hoger dan dat van het festival van 2007 in het Finse Helsinki, maar ook ruim lager dan dat van Moskou in 2009. Na afloop van het festival raakte bekend dat het festival in totaal veel meer had gekost: 211 miljoen Noorse kronen, of zo'n 24 miljoen euro.

## Aanloop naar het festival
Op 3 juli 2009 maakte de Noorse omroep bekend dat het festival zou plaatsvinden in de Telenor Arena, op zo'n 15 minuten van Oslo. Het organiseren van de finale kostte de omroep dermate veel, dat zij genoodzaakt was om de uitzendrechten voor de eindronde van het wereldkampioenschap voetbal 2010 te verkopen.
Vanaf 2010 kan er zowel tijdens de halve finales als de finale gestemd worden vanaf het moment dat het eerste liedje wordt gezongen, en dit tot vijftien minuten nadat de laatste artiest heeft opgetreden. Dit systeem wordt ook al toegepast bij het Junior Eurovisiesongfestival. Er werd tevens geopperd om de landen te laten begeleiden door een orkest, zoals dit tot en met 1998 gebeurde. Dit voorstel werd echter niet gesteund door de EBU.
Net zoals in 2008 en 2009 werden de acts voorafgegaan door een postkaart van elk land. Het traditionele concept werd wel vernieuwd, daar tijdens het festival de clips te zien waren in de zaal, boven de hoofden van de mensen in het publiek. In elk filmpje is een groep fans te zien die samenkomen op een plein, meestal in het centrum van de hoofdstad. Daar juichen en dansen de mensen om te supporteren voor hun land. Na afloop van het filmpje was de vlag van het land in de zaal te zien. Aan het begin van het filmpje werd de vorm van het land weergegeven. Echter, bij sommige landen werd niet de volledige omtrek van het land weergegeven omwille van grensconflicten. Dit was het geval met de kaarten van Azerbeidzjan, Israël en Servië.
De drie shows werden gepresenteerd door Nadia Hasnaoui, Erik Solbakken en Haddy N'jie. De namen van de presentatoren werden vrijgegeven op 10 maart 2010. Solbakken en N'jie openden de shows, stelden de artiesten voor en interviewden artiesten in de green room tijdens de show. Hasnaoui verzorgde op haar beurt de stemmingsprocedure. Het was voor de tweede maal in de geschiedenis, na 1999, dat er drie presentatoren waren.

## Deelnemende landen
In totaal namen 39 landen deel aan het Eurovisiesongfestival 2010, drie minder dan het jaar voordien. Andorra, Hongarije, Montenegro en Tsjechië zeiden het festival vaarwel, officieel omwille van de slechte economische situatie en de daaraan gekoppelde besparingen bij de openbare omroepen. De vier landen presteerden de afgelopen jaren ook allesbehalve goed op het festival.
Georgië was er na een jaar afwezigheid opnieuw bij. In 2009 nam het land niet deel in de Russische hoofdstad Moskou vanwege de Russisch-Georgische Oorlog rond Zuid-Ossetië in 2008.

## Finale

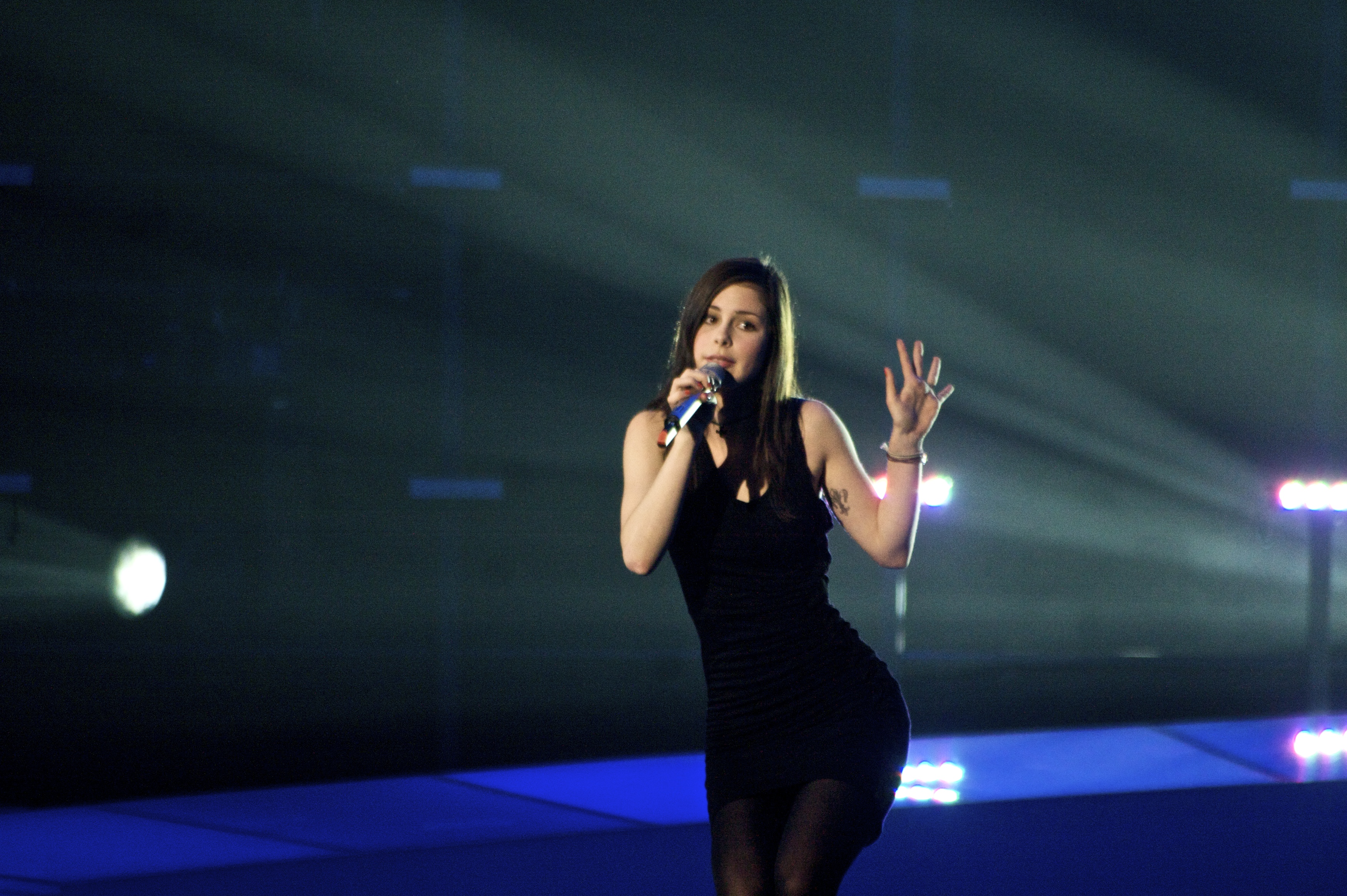
Lena zingt haar winnend lied Satellite voor Duitsland.

In het begin van de puntentelling was het nog spannend tussen Denemarken, België en Duitsland om de koppositie, maar werd duidelijk dat Duitsland op de overwinning afstevende. Turkije werd vrij afgetekend tweede, gevolgd door Roemenië. Opmerkelijk is dat tussen plaatsen vier en negen slechts een marge was van dertien punten. Het Verenigd Koninkrijk werd voor de derde keer in acht jaar tijd laatste.
In de finale kreeg België van 22 landen punten. Er kwam één maximum van twaalf punten uit Duitsland en zes tienen, van Denemarken, Ierland, IJsland, Malta, Polen en Slowakije. Verder kreeg België zeven punten van Litouwen en Zwitserland, zes van Griekenland, Finland en Nederland, vijf van Portugal, Rusland en Servië, vier van Roemenië en Letland, drie van Estland en Noorwegen, twee van Zweden en één punt van Oekraïne. Met een eindscore van 143 punten werd België zesde.
België zelf gaf in de finale 1 punt aan Spanje, 2 aan Denemarken en 3 aan Albanië. Voor Georgië hadden de Belgen vier punten veil, voor Azerbeidzjan vijf en zes voor Turkije. De hoogste punten waren voor Armenië (7), IJsland (8), uiteindelijke winnaar Duitsland (10) en Griekenland (12).
Nederland gaf één punt aan Servië, twee aan Denemarken, drie aan Griekenland, vier aan Duitsland en vijf aan Roemenië. Opmerkelijk was dat Nederland slechts zes punten gaf aan België. Daarnaast gaf men zeven punten aan Oekraïne, acht aan Turkije en tien aan Israël. De twaalf punten gingen uiteindelijk naar Armenië.
| Plaats | Land                  | Taal      | Artiest                           | Lied                        | Punten |
| ------ | --------------------- | --------- | --------------------------------- | --------------------------- | ------ |
| 1      | Duitsland             | Engels    | Lena Meyer-Landrut                | Satellite                   | 246    |
| 2      | Turkije               | Engels    | MaNga                             | We could be the same        | 170    |
| 3      | Roemenië              | Engels    | Paula Seling & Ovidiu Cernăuțeanu | Playing with fire           | 162    |
| 4      | Denemarken            | Engels    | Chanée & N'evergreen              | In a moment like this       | 149    |
| 5      | Azerbeidzjan          | Engels    | Səfurə Əlizadə                    | Drip drop                   | 145    |
| 6      | België                | Engels    | Tom Dice                          | Me and my guitar            | 143    |
| 7      | Armenië               | Engels    | Eva Rivas                         | Apricot stone               | 141    |
| 8      | Griekenland           | Grieks    | Giorgos Alkaios & Friends         | OPA                         | 140    |
| 9      | Georgië               | Engels    | Sopho Nizjaradze                  | Shine                       | 136    |
| 10     | Oekraïne              | Engels    | Alyosha                           | Sweet people                | 108    |
| 11     | Rusland               | Engels    | Peter Nalitch                     | Lost and forgotten          | 90     |
| 12     | Frankrijk             | Frans     | Jessy Matador                     | Allez ola olé               | 82     |
| 13     | Servië                | Servisch  | Milan Stanković                   | Ovo je Balkan               | 72     |
| 14     | Israël                | Hebreeuws | Harel Skaat                       | Milim                       | 71     |
| 15     | Spanje                | Spaans    | Daniel Diges                      | Algo pequeñito              | 68     |
| 16     | Albanië               | Engels    | Juliana Pasha                     | It's all about you          | 62     |
| 17     | Bosnië en Herzegovina | Engels    | Vukašin Brajić                    | Thunder and lightning       | 51     |
| 18     | Portugal              | Portugees | Filipa Azevedo                    | Há dias assim               | 43     |
| 19     | IJsland               | Engels    | Hera Björk                        | Je ne sais quoi             | 41     |
| 20     | Noorwegen             | Engels    | Didrik Solli-Tangen               | My heart is yours           | 35     |
| 21     | Cyprus                | Engels    | Jon Lilygreen & The Islanders     | Life looks better in spring | 27     |
| 22     | Moldavië              | Engels    | Sun Stroke Project & Olia Tira    | Run away                    | 27     |
| 23     | Ierland               | Engels    | Niamh Kavanagh                    | It's for you                | 25     |
| 24     | Wit-Rusland           | Engels    | 3+2                               | Butterflies                 | 18     |
| 25     | Verenigd Koninkrijk   | Engels    | Josh Dubovie                      | That sounds good to me      | 10     |

## Eerste halve finale
België wist de eerste halve finale afgetekend te winnen. Van alle 34 halvefinalisten haalde Tom Dice met 167 veruit de meeste punten en zorgde er zo voor dat België voor het eerst in de geschiedenis de halve finale wist te overleven. Naast België wisten ook Griekenland, IJsland, Portugal, Servië, Albanië, Rusland, Bosnië & Herzegovina, Wit-Rusland en Moldavië zich te kwalificeren voor de finale. Letland werd voor het tweede jaar op rij laatste in de halve finale.
In de halve finale kreeg België punten van alle 19 stemgerechtigde landen: de 17 deelnemers (uitgezonderd België), Duitsland, Frankrijk en Spanje. Er werd vijf keer het maximum van 12 punten aan België verleend: door Duitsland, IJsland, Malta, Polen en Portugal. Finland, Frankrijk, Griekenland, Rusland en Slowakije hadden tien punten veil voor de Belgen; Estland, Letland, Spanje en Wit-Rusland zeven punten. Daarnaast kreeg België zes punten van Moldavië en vier van Albanië, Bosnië & Herzegovina en Macedonië.
België gaf op zijn beurt 1 punt aan Slowakije, 2 punten aan Moldavië, 3 aan Servië, 4 aan Portugal, 5 aan Rusland, 6 aan Polen en 7 aan Finland. De Belgische top drie was Albanië (8), Griekenland, (10) en IJsland (12).
| Plaats | Land                  | Taal            | Artiest                        | Lied                  | Punten |
| ------ | --------------------- | --------------- | ------------------------------ | --------------------- | ------ |
| 1      | België                | Engels          | Tom Dice                       | Me and my guitar      | 167    |
| 2      | Griekenland           | Grieks          | Giorgos Alkaios & Friends      | OPA                   | 133    |
| 3      | IJsland               | Engels          | Hera Björk                     | Je ne sais quoi       | 123    |
| 4      | Portugal              | Portugees       | Filipa Azevedo                 | Há dias assim         | 89     |
| 5      | Servië                | Servisch        | Milan Stanković                | Ovo je Balkan         | 79     |
| 6      | Albanië               | Engels          | Juliana Pasha                  | It's all about you    | 76     |
| 7      | Rusland               | Engels          | Peter Nalitch                  | Lost and forgotten    | 74     |
| 8      | Bosnië en Herzegovina | Engels          | Vukašin Brajić                 | Thunder and lightning | 59     |
| 9      | Wit-Rusland           | Engels          | 3+2                            | Butterflies           | 59     |
| 10     | Moldavië              | Engels          | Sun Stroke Project & Olia Tira | Run away              | 52     |
| 11     | Finland               | Fins            | Kuunkuiskaajat                 | Työlki ellää          | 49     |
| 12     | Malta                 | Engels          | Thea Garrett                   | My dream              | 45     |
| 13     | Polen                 | Engels en Pools | Marcin Mroziński               | Legenda               | 44     |
| 14     | Estland               | Engels          | Malcolm Lincoln                | Siren                 | 39     |
| 15     | Macedonië             | Macedonisch     | Gjoko Taneski                  | Jas ja imam silata    | 37     |
| 16     | Slowakije             | Slowaaks        | Kristína                       | Horehronie            | 24     |
| 17     | Letland               | Engels          | Aisha                          | What for?             | 11     |

## Tweede halve finale

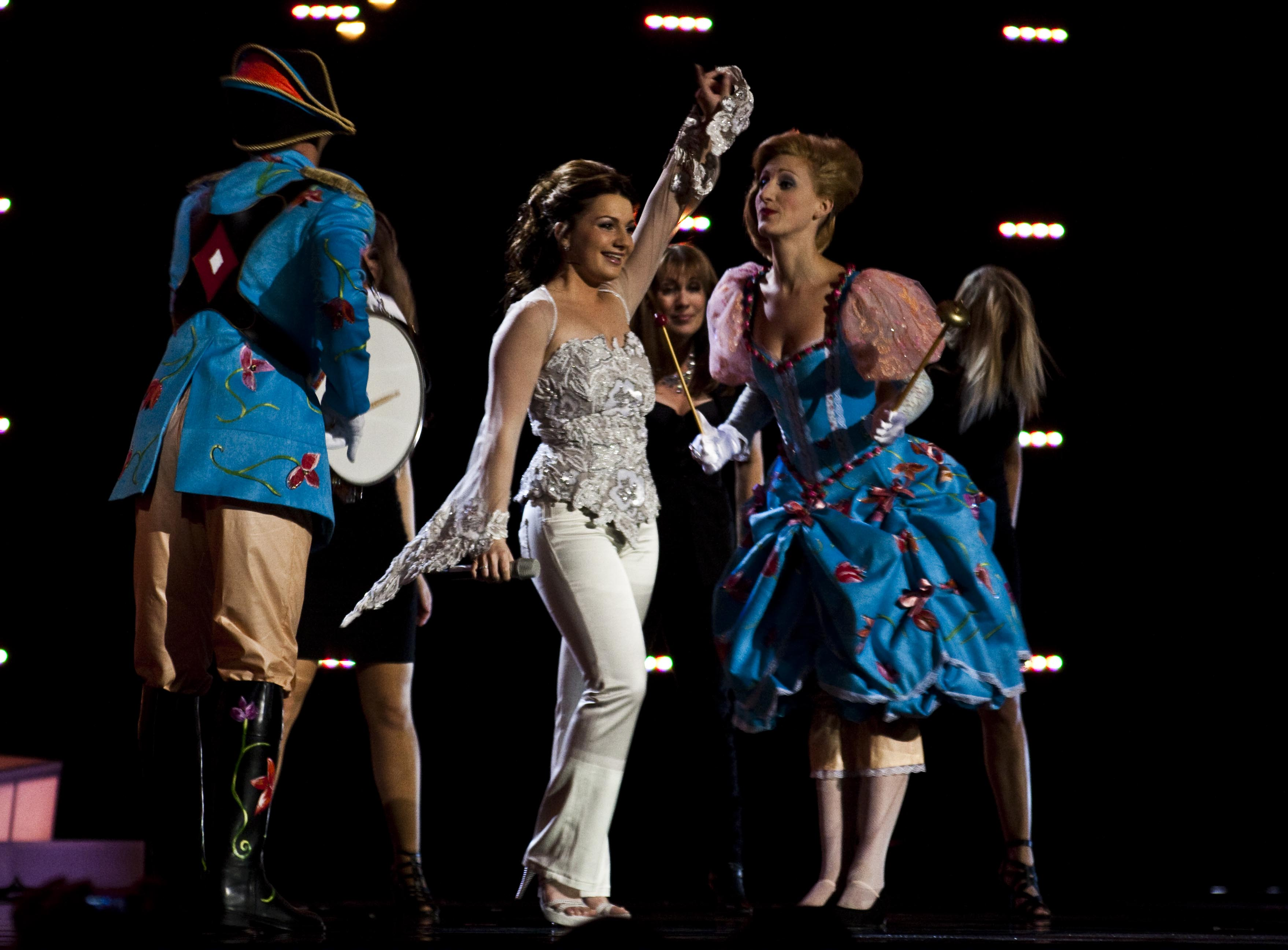
Sieneke haalde voor Nederland de finale niet.

Turkije won de tweede halve finale, voor Azerbeidzjan en Georgië. Daarnaast kwalificeerden ook Roemenië Denemarken, Armenië, Oekraïne, Israël, Cyprus en Ierland zich voor de grote finale.
Nederland wist zich voor het zesde jaar op rij niet te plaatsen voor de finale. Sieneke bleef steken op de veertiende plaats, met 29 punten, gekregen van Slovenië (6), Turkije (5), Denemarken en Israël (4), Ierland en Noorwegen (3), Zwitserland (2) en Georgië en Zweden (1).
Nederland gaf zelf één punt aan Azerbeidzjan, twee aan Oekraïne, drie aan Roemenië, vier aan Denemarken, vijf aan Georgië, zes aan Zweden, zeven aan Turkije, acht aan Ierland, tien aan Armenië en twaalf aan Israël.
| Plaats | Land         | Taal               | Artiest                       | Lied                        | Punten |
| ------ | ------------ | ------------------ | ----------------------------- | --------------------------- | ------ |
| 1      | Turkije      | Engels             | MaNga                         | We could be the same        | 118    |
| 2      | Azerbeidzjan | Engels             | Səfurə Əlizadə                | Drip drop                   | 113    |
| 3      | Georgië      | Engels             | Sopho Nizjaradze              | Shine                       | 106    |
| 4      | Roemenië     | Engels             | Paula Seling & Ovi            | Playing with fire           | 104    |
| 5      | Denemarken   | Engels             | Chanée & N'evergreen          | In a moment like this       | 101    |
| 6      | Armenië      | Engels             | Eva Rivas                     | Apricot stone               | 83     |
| 7      | Oekraïne     | Engels             | Alyosha                       | Sweet people                | 77     |
| 8      | Israël       | Hebreeuws          | Harel Skaat                   | Milim                       | 71     |
| 9      | Cyprus       | Engels             | Jon Lilygreen & The Islanders | Life looks better in spring | 67     |
| 10     | Ierland      | Engels             | Niamh Kavanagh                | It's for you                | 67     |
| 11     | Zweden       | Engels             | Anna Bergendahl               | This is my life             | 62     |
| 12     | Litouwen     | Engels             | InCulto                       | Eastern European funk       | 44     |
| 13     | Kroatië      | Kroatisch          | Feminnem                      | Lako je sve                 | 33     |
| 14     | Nederland    | Nederlands         | Sieneke                       | Ik ben verliefd, sha-la-lie | 29     |
| 15     | Bulgarije    | Bulgaars en Engels | Miro                          | Angel si ti                 | 19     |
| 16     | Slovenië     | Sloveens           | Ansambel Žlindre & Kalamari   | Narodno zabavni rock        | 6      |
| 17     | Zwitserland  | Frans              | Michael von der Heide         | Il pleut de l'or            | 2      |

## Terugkerende artiesten
| Land    | Artiest        | Plaats | Eerdere deelname           | Plaats toen |
| ------- | -------------- | ------ | -------------------------- | ----------- |
| Kroatië | Feminnem       | 13 HF  | Bosnië en Herzegovina 2005 | 14          |
| Ierland | Niamh Kavanagh | 23     | Ierland 1993               | 1           |

## Straffen
- Azerbeidzjan: Nadat het land vorig jaar kijkers verhinderde op Armenië te stemmen, kreeg het een onbekend bedrag aan boete.
- Spanje: Omdat het land vorig jaar niet stemde in de halve finale waarin het moest stemmen (de tweede halve finale), en deze ook niet live uitzond, heeft de EBU een onbekend bedrag aan boete opgelegd aan TVE, het Spaanse televisiestation dat het Songfestival in Spanje uitzendt.

## Incident
De act van Spanje werd verstoord door een toeschouwer die het podium opliep en begon mee te dansen. Hij werd snel door de beveiliging afgevoerd. De man, die Jimmy Jump wordt genoemd, heeft er een sport van gemaakt om grote evenementen te verstoren. Nog tijdens de wedstrijd heeft men besloten Spanje opnieuw te laten optreden, nadat alle andere landen hadden opgetreden. Het is ruim 50 jaar geleden dat een land tweemaal heeft mogen optreden; de vorige keer was het gevolg van een technische storing tijdens de act in 1958 van Italië. Tijdens het Eurovisiesongfestival van 1964 kwam er ook een man op het podium als politiek protest tegen de toenmalige dictatuur in Spanje, maar dit leidde niet tot een tweede keer optreden.

## Wijzigingen

### Terugkerende landen

Deelnemende landen
Landen die in het verleden deelgenomen hebben
Landen uitgeschakeld in de halve finale

- Georgië: het land keerde terug na één jaar inactiviteit op het Eurovisiesongfestival. Georgië ging in 2009 inactief wegens het feit dat het Eurovisiesongfestival toen in Rusland werd gehouden. De Georgiërs zijn tegen president Poetin, en stuurde een lied waarin getinte protestwoorden zaten tegen de president. De EBU vond dat niet kunnen en accepteerde het lied niet, Georgië gaf daar geen duidelijk gehoor aan en trok zich toen later terug uit het Eurovisiesongfestival.

### Terugtrekkende landen
- Andorra: de omroep die de deelnames aan het Eurovisiesongfestival verzorgde voor Andorra kwam in een grote geldcrisis terecht, waardoor ze inactief moesten gaan op het festival. In 2011 heeft de omroep het lidmaatschap moeten opzeggen om uit de crisis te komen.
- Hongarije: zat ook in een geldcrisis. Het land keerde terug in 2011.
- Montenegro: zat ook in een geldcrisis. Het land keerde terug in 2012.
- Tsjechië: na drie slechte resultaten te hebben behaald, besloot de Tsjechische omroep zich terug te trekken uit het Eurovisiesongfestival. Het keerde terug in 2015.